# Ramáiana
O Ramáiana, também conhecido como Ramayana ou Ramaiana (devanágari: रामायण, transl Rāmāyaṇa) é um épico sânscrito atribuído ao poeta Valmiki, parte importante do cânon hindu (smṛti). O nome Rāmāyaṇa é um composto tatpurusa de Rāma e ayana "indo, avançando", cuja tradução é "a viagem de Rama". O Rāmāyaṇa consiste de 24.000 versos em sete cantos (kāṇḍas) e conta a história de um príncipe, Rama de Aiódia, cuja esposa Sita é abduzida pelo demônio (Rākshasa) rei de Lanka, Ravana. Seus versos são escritos numa métrica de trinta e duas sílabas chamada de Anustubh. Na sua forma atual, o Ramáiana de Valmiki data variadamente de 500 a 100 a.C., ou quase contemporâneo às versões mais antigas do Maabárata. Como os épicos mais tradicionais, como passou por um longo processo de interpolações e redações, é impossível datá-lo com precisão. 
O Ramáiana teve uma importante influência na poesia sânscrita posterior, principalmente devido ao uso da métrica Sloka. Mas, como o seu primo épico Maabárata, o Ramáiana não é só uma história ordinária. Contém os ensinamentos dos antigos sábios hindus e os apresenta através de alegorias na narrativa e a intercalação do filosófico e o devocional. Os personagens de Rama, Sita, Lakshmana, Bharata, Hanumān e Rāvana (o vilão da peça) são todos fundamentais à consciência cultural da Índia.
Uma das mais importantes obras literárias da Índia antiga, o Ramáiana teve um profundo impacto na arte e na cultura no subcontinente indiano e no sudeste asiático. A história de Rama também inspirou uma grande quantidade de literatura posterior em várias línguas, entre os quais estão as obras do poeta hindi do século XVI, Tulsidas, e o poeta tâmil Kambar, do século XIII.
O Ramáiana não é só um conto religioso hindu.  A partir do século VIII, começou a colonização do sudeste asiático pelos indianos. Vários grandes impérios, como os Khmers, Império de Majapaite, os Sailendras, os Champas e Império Serivijaia, se estabeleceram. Por causa disso, o Ramayana se tornou popular no sudeste asiático e se manifestou em texto, arquitetura e performance, particularmente na Indonésia (Java, Sumatra, Bali e Bornéu), Tailândia, Camboja, Laos, Malásia, Mianmar, Filipinas e Vietnã.

## Estrutura doRamáiana de Valmiki
O Ramáiana de Valmiki, a mais antiga versão da obra, é a base de todas as várias versões do Ramáiana que prevalecem nas várias culturas. O texto sobrevive em vários manuscritos completos e parciais, sendo o mais antigo sobrevivente datado do século XI O texto atual do Ramayana de Valmiki veio a nós em duas versões regionais do norte e do sul da Índia. O Ramayana de Valmiki é tradicionalmente dividido em sete livros, lidando com a vida de Rama do seu nascimento até a morte.
1. Bala Kanda – Livro do jovem Rama, que detalha o nascimento miraculoso de Rama, a sua vida em Aiódia, o seu assassínio dos demônios da floresta a pedido de Vishvamitra e o seu casamento com Sita.
2. Aiódia Canda – Livro de Aiódia, em que Dasharatha fica aflito com a sua promessa a Kaikeyi, e o começo do exílio de Rama.
3. Aranya Kanda – Livro da Floresta, que descreve a vida de Rama na floresta e a abdução de Sita por Ravana.
4. Kishkindya Kanda – Livro de Kishkinda, o reino dos Vanara em que Rama faz amizade com Sugriva e o exército dos Vanaras começa a busca por Sita.
5. Sundara Kanda – Livro de Sundara (Hanuman) em que Hanuman viaja a Lanka, encontra Sita aprisionada lá e leva as boas notícias a Rama.
6. Yuddha Kanda – Livro da Guerra, que narra a guerra Rama-Ravana, o retorno do vitorioso Rama a Aiódia e a sua coroação.
7. Uttara Kanda – Epílogo, que detalha a vida de Rama e Sita após o seu retorno a Aiódia, o banimento de Sita e como Sita e Rama passam para o próximo mundo.

Houve especulações sobre se o primeiro e o último capítulos do Ramáiana de Valmiki foram realmente escritos pelo autor original. Muitos experts são da opinião de que eles são parte integral do livro, apesar das muitas diferenças de estilo e algumas contradições de conteúdo entre esses dois capítulos e o resto do livro. Esses dois capítulos contêm a maior parte das interpolações mitológicas encontradas no Ramayana, como o nascimento miraculoso de Rama e a sua natureza divina, e também as inúmeras lendas que cercam Ravana.

## Personagens principais

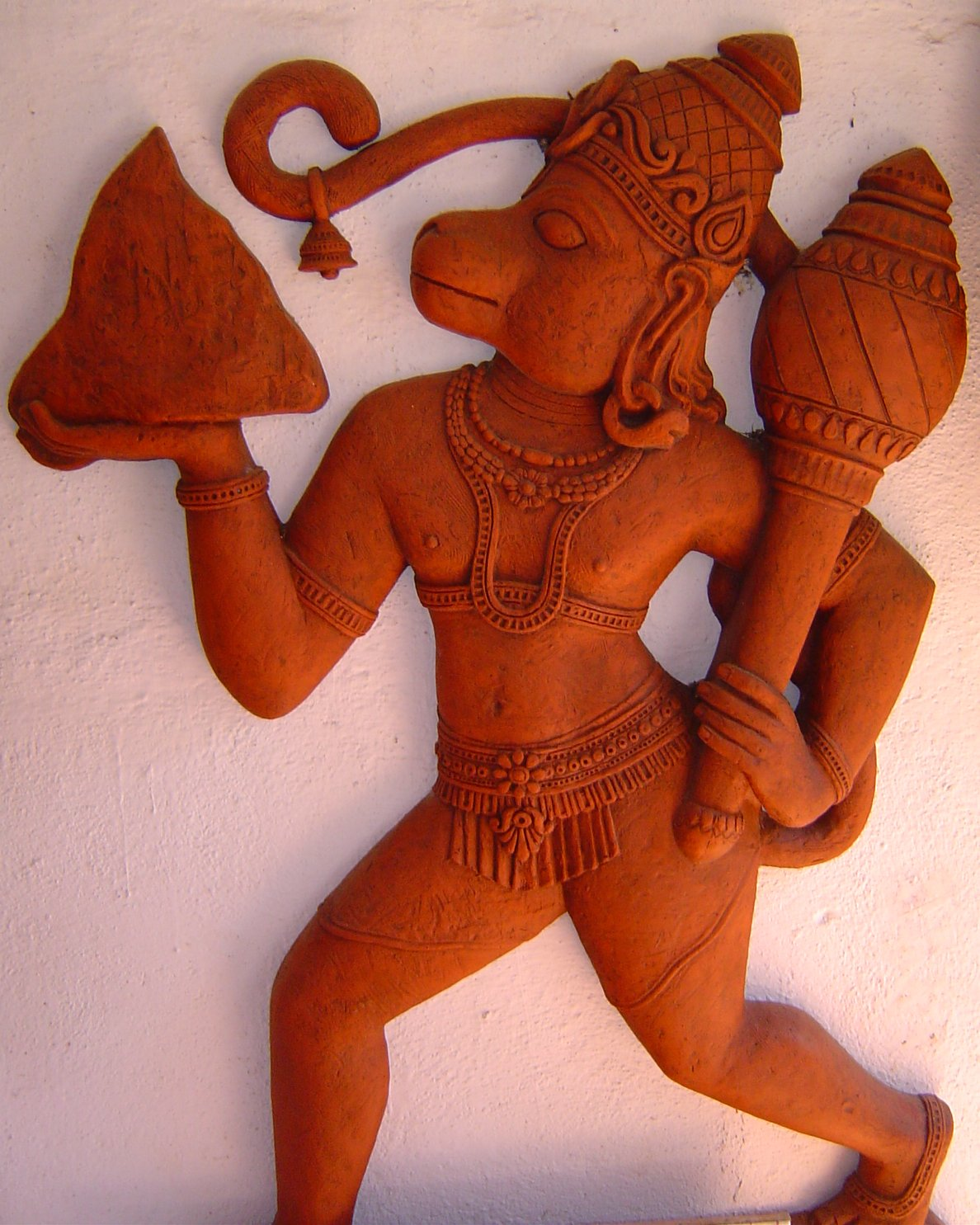
Escultura do Hanuman carregando a montanha Dronagiri, esculpida em terracota

- Rama é o herói deste conto épico. Ele é retratado como uma encarnação do deus Vixnu. Ele é o filho mais velho e favorito do rei de Aiódia, Dasharatha. Ele é um príncipe popular, adorado por um e por todos. Ele é o epítome da virtude. Dasaratha, forçado por uma de suas esposas, Kaikeyi, comanda Rama a renunciar ao seu direito ao trono por quatorze anos e entrar em exílio por seu pai. Enquanto em exílio, Rama mata o rei demônio Ravana.
- Sita é a esposa de Rama e a filha do rei Janaka. Ela é a encarnação da deusa Laxmi (esposa do deus Vixnu). Sita é o epítome da pureza e virtude femininas. Ela segue o seu marido no exílio, e lá é abduzida por Ravana. Ela é aprisionada na ilha de Lanka por Ravana. Rama a resgata matando o rei demônio Ravana.
- Hanuman é um vanara que pertence ao reino de Kishkinda. Ele adora Rama e o ajuda a encontrar Sita indo ao reino de Lanka e cruzando o grande oceano.
- Lakshmana, o irmão mais novo de Rama, escolheu entrar em exílio com ele. Ele passa o tempo protegendo Sita e Rama. Ele é enganado por Ravana e Maricha, acreditando que Rama estava em perigo enquanto Sita é abduzida.
- Ravana, um rakshasa, é o rei de Lanka. Ele recebeu um benefício de Brama de que não seria morto nem por deuses, nem por demônios e nem por espíritos, após cumprir uma severa penitência de dez mil anos. Ele também era o ser mais inteligente e erudito do seu tempo. Ele tem dez cabeças e vinte braços. Após conseguir sua recompensa de Brama, Ravana começa a devastar a terra e perturba as ações de bons brâmanes. Rama nasce humano para matá-lo, superando assim o benefício dado por Brama.
- Dasharatha é o rei de Aiódia e pai de Rama. Ele tem três rainhas, Kousalya, Sumitra e Kaikeyi, e três outros filhos, Bharata, Lakshmana e Shatrughna. Kaikeyi, a rainha favorita de Dasharatha, força-o a tornar seu filho Bharata legítimo e mandar Rama a um exílio. Dashatara morre de mágoa após que Rama entra em exílio.
- Bharata é o segundo filho de Dasharata. Quando ele descobre que a sua mãe Kaikeyi forçou Rama em exílio e fez com que Dasharata morresse de mágoa, ele corre para fora do palácio e vai à procura de Rama. Quando Rama se recusa a quebrar o exílio para retornar à capital e assumir o trono, ele pede as sandálias de Rama e as coloca no trono. Bharata então comanda Aiódia como representante de Rama.
- Vishvamitra é o sábio que leva Rama à floresta com o propósito de derrotar os demônios que destróem os sacrifícios védicos. Na volta, ele leva Rama a Mithila, onde Rama vê Sita e se apaixona por ela.

## Sinopse
Rama, o herói do Ramáiana, é uma divindade popular adorada pelos hindus, sendo a rota de sua viagem, a cada ano, percorrida por peregrinos devotos. O poema não é um mero monumento literário, é uma parte do hinduismo, e é tido em tal reverência que o mero ato de o ler ou ouvir é dito pelos hindus de libertá-los do pecado e garantir todos os desejos do leitor ou ouvinte. De acordo com a tradição hindu, Rama é uma encarnação (Avatar), do deus Vixnu, que é parte da Trindade hindu. O principal propósito da sua encarnação é demonstrar o caminho correto (dharma) à vida na terra.

### A juventude de Rama

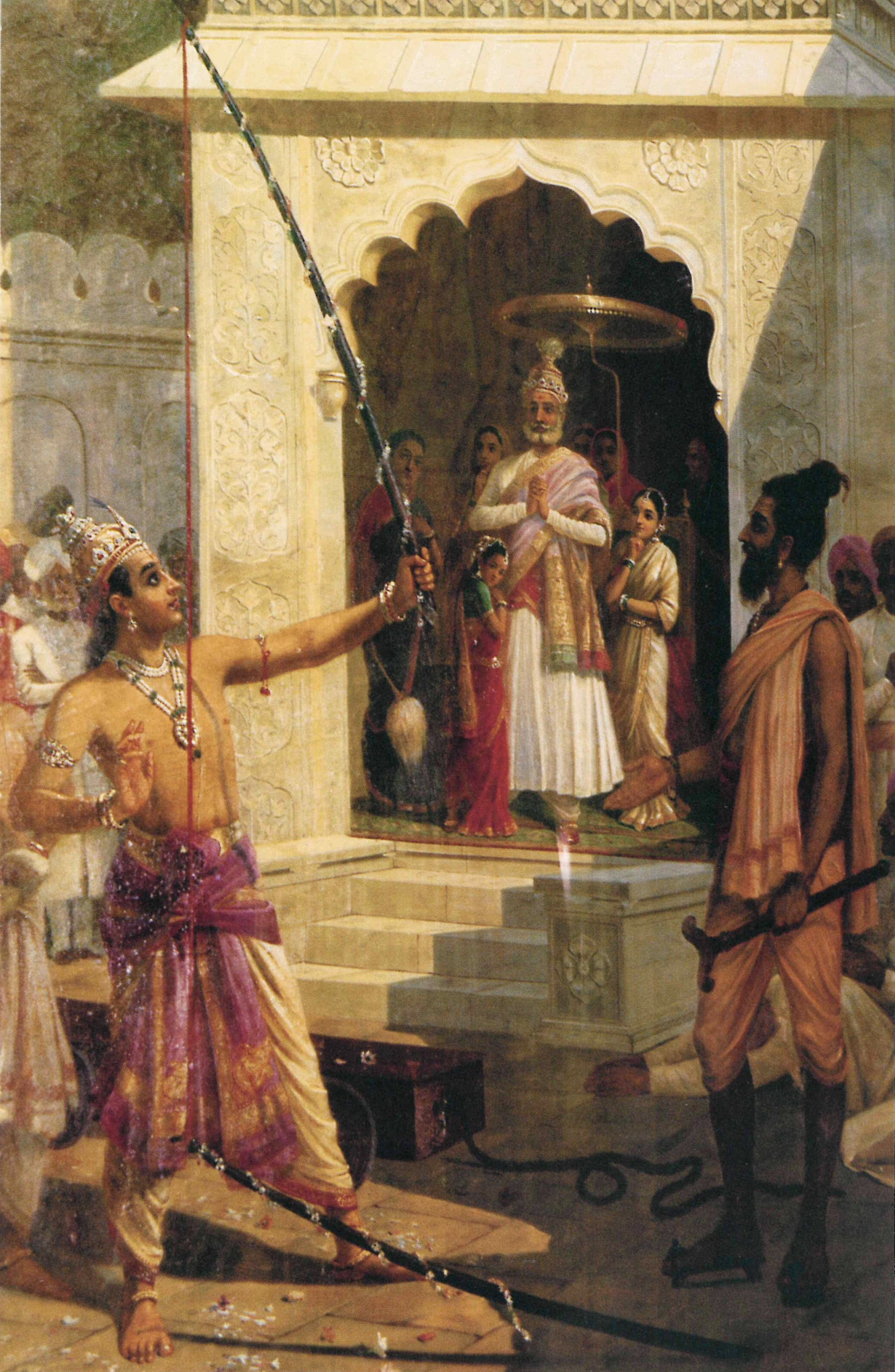
Rama quebrando o arco de Xiva no Swayamvara de Sita em Mithila, por Raja Ravi Varma (1848-1906)

Brama, o criador do universo, não podia revocar um benefício que ele deu ao rei demônio Ravana, como uma recompensa às suas severas penitências, de que ele não deveria ser morto por deuses, demônios ou espíritos. Tendo sido então recompensado, Ravana começou, com a ajuda dos seus auxiliadores do mal, os Rakshasas, a devastar a terra e fazer violência ao bem, especialmente aos padres brâmanes, perturbando os seus sacrifícios. Todos os deuses, assistindo a essa devastação, foram a Brama para achar um meio de entregarem a si mesmos e à terra desse mal. Brama foi a Vixnu carregando a angústia dos deuses e pediu que Vixnu encarnasse na terra como um humano para destruir Ravana, porque Ravana não havia pedido proteção contra humanos ou bestas nos seus desejos a Brama.
Enquanto isso, o bom rei Dasharatha de Aiódia, que regera o seu Reino de Côssala por muito tempo, estava começando a ficar ansioso quanto ao seu sucessor, porque ele não tinha filhos para suceder ao trono. Seguindo o conselho dos seus ministros e padres, Dasharatha organizou um Putrakameshti Yagna, um sacrifício para progênie. Vixnu decidiu nascer como o primogênito de Dasharatha e fez com que um ser divino emergisse do fogo sacrificial. O ser divino deu a Dashratha um recipiente dourado cheio de néctar e o pediu que o desse para as suas rainhas. Dasharatha o dividiu entre as três rainhas, Kausalya, Sumitra e Kaikeyi. No devido curso, elas ficaram grávidas e deram à luz quatro filhos: a Rainha Kausalya dá à luz o primogênito, Rama. Bharata nasce da Rainha Kaikeyi, e gêmeos, Lakshmana e Shatrughna, nascem da Rainha Sumitra.
Os filhos cresceram aprendendo as escrituras e a arte do arco-e-flecha do sábio Vasishta. Um dia, o sábio Vishwamitra visitou o reino e pediu ao rei Dasaratha que mandasse Rama para o proteger de demônios que têm perturbando seus sacrifícios. Embora muito relutante, Dasharatha concordou que fossem Rama e Lakshmana com Vishwamitra. Enquanto os irmãos cumpriam seus deveres, Vishwamitra estava contente com eles e deu a eles várias armas celestiais.
Perto do final da sua estadia com Vishwamitra, Rama teve a chance de passar perto do reino de Mithila e ouviu que o rei, Janaka, tinha oferecido a sua filha inigualável, Sita, em casamento ao homem que pudesse entortar o poderoso arco do deus Xiva, que tinha sido guardado na corte de Janaka. Rama estava determinado a realizar o feito, que tinha sido em vão tentado por tantos pretendentes. Quando ele se apresentou na corte, Janaka foi imediatamente ganho pela sua juventude e beleza.  . Rama, sem nenhum esforço aparente, entortou o arco até que quebrasse, e Janaka orgulhosamente deu a ele a sua filha. Depois que a esplêndida cerimônia de casamento acabou, o satisfeito casal viajou para Aiódia.

### O exílio de Rama
O rei Dasharatha começou a se sentir cansado de reinar, e decidiu tornar Rama, o seu primogênito e herdeiro, o co-regente (Yuvaraja). O seu povo recebeu o anúncio de sua intenção com encanto, e a cidade inteira estava no meio das mais esplêndidas preparações para a cerimônia. Dasharatha foi discutir as celebrações com a sua esposa favorita, Kaikeyi. Contudo, a inveja de Kaikeyi foi despertada pela sua empregada má, Manthara, porque o filho de Kausalya, e não o seu filho, Bharata, no momento ausente da cidade, iria se tornar rei. Ela fugiu para uma sala onde Dasharatha a encontrou em lágrimas...
Às perguntas preocupadas de Dasharatha, recordou Kaikeyi que, anos atrás, o rei antigo tinha a garantido dois benefícios. Isso foi resultado de uma guerra em que estava o rei antes que seus filhos nascessem. Ele estava andando de carruagem, quando a roda estava prestes a cair. A rainha Kaikeyi estava com ele, e sacrificou o seu dedo, o colocando na roda para segurá-la no lugar, salvando assim a vida do seu marido.  Para mostrar a sua gratidão, ele a ofereceu 2 desejos/benefícios.  Ela os aceitou com gratidão, e disse a ele que não tinha uso para tais benefícios no momento, e os iria usar quando fosse necessário.
Ela agora pedira a realização desses desejos. Dasharatha concordou, e Kaikeyi revelou as suas exigências. Ela precisava, primeiro, que ele designasse o seu filho, Bharata, como corregente e, segundo, que mandasse Rama, por quatorze anos, a um exílio na terrível floresta de Dandaka. Dasharatha estava magoado, mas teve de cumprir a sua promessa. Rama, o filho obediente, imediatamente concordou em renunciar a sua reivindicação ao trono e partiu para o seu exílio. A sua fiel esposa Sita e o seu afetuoso irmão Lakshmana também decidiram ir junto de Rama. Com Dasharatha agoniado, Rama partiu para a floresta. Logo em seguida, o rei Dasharatha morreu, superado pela aflição.

### A abdução de Sita

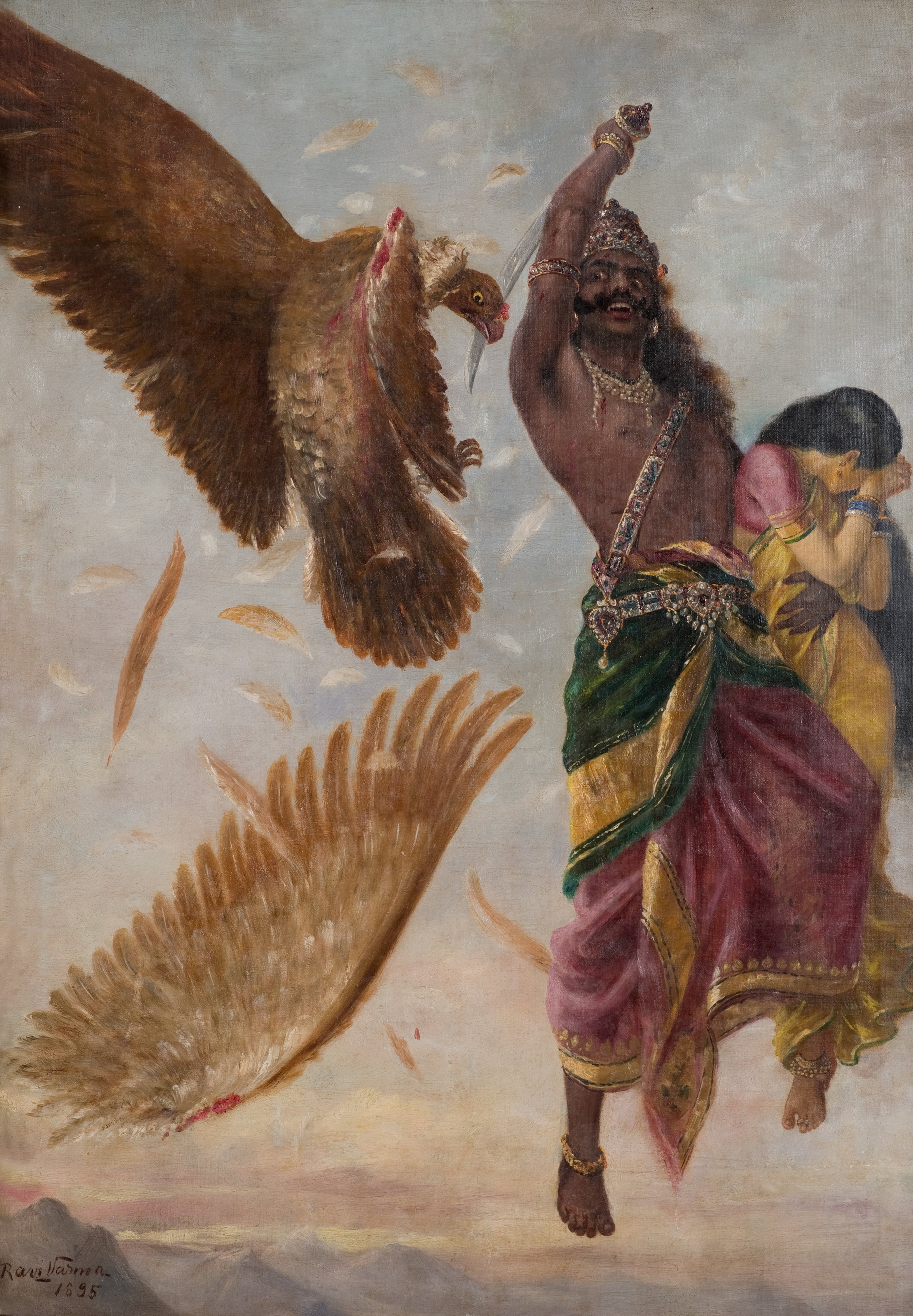
Ravana corta as asas de Jatayu, por Raja Ravi Varma (1848-1906)

Rama, Sita e Lakshmana deixaram Aiódia e o seu povo, cruzaram o rio Ganges e entraram na floresta. Eles encontraram um lugar idílico chamado Chitrakuta para estabelecer o seu eremitério. Nenhum lugar mais bonito poderia ser imaginado. Flores de todo o tipo, frutas deliciosas, e, por todo o lado, os prospectos mais agradáveis, junto com amor perfeito, é dito de ter feito o seu eremitério um paraíso na terra. Na floresta, Rama fez amizade com o velho rei-urubu, Jatayu.
Enquanto isso, Bharata voltou a Aiódia e, sendo também devoto a Rama, ficou furioso com Kaikeyi pelo seu papel no exílio de Rama e pela morte de Dasharatha. Determinado a trazer Rama de volta, ele foi à floresta. Quando ele encontrou Rama e o suplicou a voltar e assumir o trono, Rama educadamente recusou, dizendo que sempre cumpriu os deveres para que o desejo do pai fosse realizado. Relutantemente, Bharata concordou em voltar ao trono, pedindo que Rama desse a ele as sandálias. De volta a Aiódia, Baratha colocou as sandálias de Rama no trono de Aiódia, e governou como representante de Rama de uma vila chamada Nandigrama, próxima a Aiódia, esperando pelo seu retorno. Ele também fez um voto de que terminaria a própria vida se o Rama não pudesse voltar em quatorze anos.
Um dia, o rakshasi Surpanakha, uma irmã do rei demônio Ravana, foi no eremitério de Rama, viu o belo Rama e foi cativado. Tomando a forma de uma bela jovem, ela tentou seduzir Rama.  Rama, sempre fiel à sua esposa Sita, não respondeu, e pediu que ela tentasse com Lakshmana. Lakshmana também recusou, afirmando que o seu dever com o seu irmão e a sua cunhada é mais importante. Enfurecida, Surpanakha culpou Sita, porque os homens que recusaram Surpanakha tinham dever com ela na sua forma demônica original. Contudo, Lakshmana salvou Sita cortando o nariz e as orelhas de Surpanakha. Surpanakha voou de volta ao Ravana reclamando sobre os jovens exilados. Ravana, após ouvir sobre a bela Sita de Surpanakha, resolveu matar Rama por vingança e levar Sita para ele. Ele requestou a ajuda do demônio Maricha. Maricha se transformou em um cervo dourado que Sita queria. Ela pediu a Rama para pegar o cervo para ela, mas, depois que Rama saiu para buscá-lo, Maricha começou a gritar para enganar Lakshmana. Lakshmana, convencido de que Rama estava em perigo, resolveu sair e achar o seu irmão. Antes de deixar Sita sozinha na cabana, Lakshmana desenhou um círculo na areia dizendo que Sita estaria segura contanto que ficasse dentro do círculo. Ravana se aproximou do eremitério na forma de um velhinho e pediu a Sita para dar alguma comida. Inicialmente hesitante de sair do círculo de Lakshmana, Sita finalmente saiu para dar comida ao velhinho. Nesse momento, Ravana pegou Sita e voou no seu veículo aerotransportado, (Pushpaka Vimana). Jatayu, os vendo voar, tentou salvar Sita, mas Ravana combateu Jatayu e cortou as suas asas. Na volta ao eremitério, Rama e Lakshmana o encontraram vazio, e ansiosamente começaram a procurar. Através de Jatayu, que eles encontraram caído, Rama e Lakshmana souberam do destino de Sita.

### O reino de Vanara
Continuando a busca, eles encontraram o reino vanara de Kishkindha, Sugriva, e Hanuman, um dos seus generais, entre os quais Sita jogou da carruagem o seu lenço e alguns ornamentos. Sugriva tinha sido deposto do seu reino pelo seu irmão, Vali, que também lhe roubou a esposa, Roma. Rama concordou em derrotar Vali se Sugriva o ajudasse na busca por Sita. Feito o acordo, Sugriva desafiou Vali a um duelo. Enquanto o duelo ia progredindo, Rama atirou uma flecha, matando Vali. Sugriva ganhou de volta o seu reino e a sua esposa.
Sugriva e Rama mandaram os soldados vanara em várias direções para procurar Sita. Contudo, os seus esforços não deram fruto, até que encontraram outro antigo urubu, Sampati, irmão de Jatayu. Sampati era deformado - suas asas queimaram quando ele voou muito próximo ao Sol (uma história que pode ser considerada similar à do Ícaro). Seu irmão, sendo mais forte, o salvara de cair no Sol. Enquanto Jatayu era o mais forte fisicamente dos dois, Sampati possuía o compensante dom da visão. A visão de Sampati era incrivelmente poderosa, alcançando várias centenas de yojanas e o permitindo ver mais longe que qualquer um. Sabendo que Ravana havia matado Jatayu, ele prontamente concordou em ajudar os vanaras. Ele logo pôde ver Sita na direção sul. Ele a pôde ver aprisionada num jardim de árvores Ashoka na ilha de Lanka, além do oceano do sul.

### Hanuman em Lanka
Sugriva despachou o seu exército ao sul com o seu sobrinho Angada na liderança. Hanuman foi com Angada, como seu general. Quando eles chegaram bem ao sul, encontraram um grande oceano que ia deles até a terra de Lanka. Eles não podiam achar nenhum meio para atravessar o oceano. Comandando os seus soldados a continuar onde estavam, Hanuman expandiu o seu corpo a proporções enormes, saltou a vasta expansão de água, e desceu na montanha Trikuta da qual poderia olhar para baixo e ver Lanka. Percebendo que a cidade era bem protegida, ele assumiu a forma de um gato, e, então, sem suspeitas, rastejou pelas barreiras e examinou a cidade. Ele achou Ravana no seu apartamento, cercado por belas mulheres, mas Sita não estava entre elas. Continuando a busca, ele finalmente a achou, com a beleza escurecida pela aflição, sentou debaixo de uma árvore num belo arvoredo asoka, vigiado por horrorosos rakshasas com os rostos de búfalos, cachorros e suínos.
Assumindo a forma de um pequeno macaco, Hanuman rastejou debaixo da árvore, e, dando a ela o anel de Rama, pegou um anel dela. Ele se ofereceu para levá-la embora, mas Sita declarou que o próprio Rama deve resgatá-la, e, como prova de tê-la encontrado, Sita deu a Hanuman uma jóia sem preço para levar ao Rama. Enquanto eles conversavam, Ravana apareceu, e, após galantear sem resultados, anunciou que, se Sita não se rendesse a ele em dois meses, ele pediria para os seus guardas "cortarem os seus membros com aço" para o seu café da manhã.
Com raiva, Hanuman destruiu um arvoredo de manga e foi capturado por guardas rakshasa, e trazido a Ravana. Hanuman proclamou que era um mensageiro de Rama, e ordenou que Ravana devolvesse Sita a Rama ou seria vítima da ira de Rama. Furioso ao ouvir as palavras de Hanuman, Ravana ordenou que Hanuman fosse morto.
Vibhishana, o irmão íntegro de Ravana, interveio e aconselhou Ravana a seguir as escrituras, lembrando-lhe que é impróprio executar o mensageiro, e disse-lhe exatamente a punição apropriada ao crime de Hanuman. Ravana aceitou, e ordenou que os rakshasas colocassem fogo na cauda de Hanuman. Assim que isso fosse terminado, Hanuman se fez muito pequeno, deslizou dos seus laços e, pulando pelo teto, espalhou uma conflagração pela cidade de Lanka. Ele saltou de volta ao continente, levou as notícias do cativeiro de Sita a Rama e Sugriva, e logo se comprometeu em preparações ativas para a campanha.

### Batalha de Lanka
Rama decidiu que, como o oceano não tinha ponte, era impossível para qualquer um, exceto Hanuman, cruzá-lo. Rama meditou por treze dias sem comida ou água, até que, das águas apavoradas, surgiu Varuna, o deus do oceano. Varuna estava tão perplexo com a meditação de Rama por treze dias sem água ou comida por ser a imagem de Vixnu, a Trindade Hindu, um deus julgado mais alto que ele. Rama explicou filosoficamente que, como humano, ele deve realizar os deveres ou dharma de um humano para chamar Varuna. Então, Varuna prometeu a ele que, se Nila e Nala do seu exército construíssem uma ponte de qualquer tipo jogando qualquer material no oceano, as ondas e a superfície da água apoiariam os materiais tão firmemente quanto se tivesse sido construída na terra.
O terror reinou em Lanka às notícias da aproximação de Rama. Vibishana, irmão de Ravana, abandonou Ravana, por causa da raiva do demônio quando ele o aconselhou de fazer paz com Rama. Longas batalhas começaram, em que até os deuses participaram - Vixnu e Indra ao lado de Rama, e os espíritos do mal lutando com Ravana.
Depois que a guerra já estava sendo lutada por algum tempo, com resultados variantes, e um grande número de tropas em ambos os lados foram mortos, foi decidido que o vencedor seria determinado por um único combate entre Ravana e Rama. Até os deuses se apavoraram com a batalha. A cada tiro, o poderoso arco de Rama cortou uma cabeça de Ravana, que crescia de novo a cada vez, e o herói estava em desespero, até que Vibhishana o disse para mirar no umbigo de Ravana. Rama mirou cuidadosamente, porque a fonte de "amrit", ou o divino néctar que permite a regeneração das cabeças do Ravana estava no umbigo. Subseqüentemente, Rama matou Ravana usando a arma divina de Brama, o Brahmastra'.
Como Ravana caiu por essa arma, flores reinaram do céu no satisfeito vencedor, e os seus ouvidos foram encantados com música celestial. Tocado pela aflição da viúva de Ravana,Mandodari, Rama pediu que Vibhishan conduzisse o funeral na maneira merecida pelos reis.
Sita foi conduzida adiante, satisfeita por ter se reunido com o seu marido; mas a sua felicidade estava destinada a ter uma curta duração. Rama a recebeu com frieza e com olhos abatidos, dizendo que ela não mais poderia ser a sua esposa, depois de ter habitado a casa de Ravana. Sita a assegurou de inocência; na contínua rejeição de Rama, ela ordenou que a sua pira funerária fosse construída, já que ela iria preferir morrer com fogo que viver desprezada por Rama. A simpatia de todos os espectadores estava com Sita, mas Rama a viu entrar nas chamas sem nenhum tremor. Logo, Agni, o deus do fogo, apareceu, recebendo a Sita ilesa nos seus braços. A sua inocência foi então publicamente provada pela tentação pelo fogo, e ela foi bem-vinda pelo Rama, cujo comportamento ela logo perdoou. Rama revela a Lakshman porque a pira foi necessária. Antes, durante o exílio, Rama já sabia que Ravana iria seqüestrar Sita. Se Ravana tivesse tentado tocar em Sita, a sua devoção ao seu marido, a sua pureza teria queimado as mãos de Ravana. Portanto, a única maneira de deixar Sita ser seqüestrada que sua alma fosse mandada com Agni, o deus do fogo, considerando que uma forma física de Sita continuou. Portanto, quando Rama pediu que Sita se provasse com fogo, ele estava pedindo a Agni, o deus do fogo, que o devolvesse a sua Sita.
A conquista vencida, Ravana derrotado e Sita renovada, Rama retornou em triunfo a Aiódia, e assumiu o governo, ao grande encanto de Bharata e do povo de Aiódia.

### Sita é banida
Aiódia era próspera, o povo estava satisfeito, e, por um tempo, tudo ia bem. Não demorou, contudo, até que sussurros a respeito da longa estadia de Sita em Lanka se espalhassem pela cidade, e Rama ouvisse sussurros de que uma escassez no país foi devido à culpa de Sita, que tinha sofrido as carícias de Ravana durante o cativeiro. Na pressão dos cidadãos de Aiódia, Rama a baniu para a floresta em que eles passaram juntos os anos de exílio.
Sem um murmúrio, a infeliz Sita se arrastou para a floresta, e, arrasada com a aflição de corpo e espírito, encontrou o eremitério de Valmiki, em que deu à luz filhos gêmeos, Lava e Kusha. Aqui ela os criou, com a ajuda do ermitão, que foi o seu professor, e, sob esses cuidados, cresceram belos e fortes.
Aconteceu que, durante o tempo em que os jovens tinham vinte anos, Rama começou a pensar que os deuses estavam zangados com ele por ter matado Ravana, que era o filho de um brâmane. Rama ficou determinado a os propiciar por meio de Ashvamedha, o grande sacrifício, em que ele fez com que um cavalo fosse solto na floresta. Quando os seus homens foram buscá-lo de volta, ao fim do ano, eles o encontraram pego por dois jovens fortes e belos que resistiram a todos os esforços para capturá-los. Quando os seus homens não puderam recapturar o cavalo, Rama foi à floresta pessoalmente, onde descobriu que os homens eram os seus filhos gêmeos, Lava e Kusha. Golpeado por remorso, Rama lembrou do sofrimento da sua esposa Sita, e, descobrindo que ela estava no eremitério de Valmiki, a chamou para vir com ele.
Sita teve tempo de se recuperar do amor da juventude, e o prospecto de vida com Rama não era completamente agradável para ela. Ela apelou à terra: se ela nunca amou nenhum homem se não Rama, se a sua verdade e pureza foram conhecidas pela terra, que abra o seu seio e a leve a ele. Enquanto as pessoas tremiam de terror, a terra se abriu, um belo trono apareceu, e a deusa da terra, sentada nele, levou Sita com ela e a carregou aos reinos da felicidade eterna, deixando as pessoas arrependidas tarde demais passarem os últimos anos em penitência.

## Morais do Ramayana
No seu Ramayana, Valmiki expressa a sua visão do código de conduta humano através do Rama: a vida é evanescente, e a abordagem hedonística a ela não tem sentido. Contudo, isso não deve permitir que alguém seja indiferente aos próprios desejos e deveres escritos nos textos antigos. Ele então adota a visão de que Dharma é o que se proclama nos Vedas e deve ser seguido não por trazer dor ou prazer. Fazer isso assegurará o bem-estar de alguém nesse e no próximo mundo. Em adição, Ramayana também reenforça a necessidade de pensar antes de fazer promessas, porque, se alguém as fizer, deverá mantê-las, não importa o quão difícil seja.
Sankshepa Ramayana, a breve narração da história inteira do Ramayana pelo Narada a Valmiki, forma o primeiro sarga do Ramayana de Valmiki. Narada lista as dezesseis qualidades do homem ideal e diz que Rama foi o homem completo que possuía todas essas dezesseis qualidades. Embora o próprio Rama declare que "ele não é mais que um homem", e nunca uma vez diz ser divino, Rama é considerado pelos hindus um dos mais importantes Avatares do deus Vixnu e um homem ideal.
Valmiki retrata Rama não como um ser sobrenatural, mas como um humano com todas as falhas adicionais, que encontra dilemas morais mas que os supera simplesmente aderindo ao dharma—a forma correta. Há vários exemplos narrados no Ramayana de Valmiki que lançam sombras no caráter primitivo do herói e reenforçam o tema do Ram lutar com falhas mortais e preconceitos enquanto luta para seguir o caminho do dharma. Quando Rama mata Vali (ver Vali vadha para uma descrição detalhada do evento) para ajudar Sugriva a recuperar o trono, não foi um combate justo, porque Rama se escondia atrás de uma árvore.

## Conceito Dharma-Artha-Kama no Ramayana
Os conceitos de Dharma, Artha, Kama (e Moksha) são conceitos hindus muito antigos. Eles também são conhecidos como Purusharthas. Tem dois exemplos proeminentes de serem definidos no Ramayana. O primeiro foi quando Bharat foi à floresta (Chitrakoot) para ver Rama. Rama perguntou a ele se ele seguira as ordens do Dharma, Artha e Kaama corretamente. Por Rama, é definido como: Artha não deve interferir o Dharma e vice-versa. Similarmente, Karma não deve interferir nem com Dharma nem com Artha. Como Bharat já era educado, ele foi lembrado disso em palavras muito curtas. Mas Dharma aqui significa o dever e o bem-estar que um faz para a sociedade. Fazer bens, por exemplo, é parte do dharma de um rei. Arth significa salários. Como é perguntado por Rama: O rei tem de ver que há bastante renda de impostos, os salários dos empregados são dados em um momento determinado e o imposto não deve ser maior que 1/6 (16.6 %) da renda de uma pessoa. Kaama, aqui, significa prazer. À pessoa é permitido ter prazer, mas sem afetar os deveres e salários. 
O outro exemplo desse conceito está no Yudha Kanda. Aqui, Kumbhakarna, irmão de Ravana, aconselha Ravana a usar dharma na manhã, artha durante o dia e Kaama à noite. Ele diz então a Ravana que ele (Ravana) está ocupado com Kaama o tempo todo, e isso vai o levar à destruição. Interessantemente, um dos ministros de Ravana Mahodara xinga Kubhakarna e, para agradar seu mestre, diz que um rei pode aproveitar o Kaama sempre que quiser.

## História textual
Tradicionalmente, o épico pertence ao Treta Yuga, uma das quatro eras da cronologia hindu e é atribuído ao Valmiki, um ativo participante da história.
É composto em sânscrito épico, uma variante mais antiga do sânscrito clássico, de forma que, em princípio, o núcleo da obra pode datar do século V a.C.. Desde então em sua forma atual, após centenas de anos de transmissão através de recitações e em forma manuscrita, o épico sofreu várias variações: não pode ser datado por análise linguística como um todo, e deve ser considerado como tendo emergido de um longo processo, desde o século V até o I a.C.
Os eventos essenciais contados no épico podem bem ser de uma idade ainda maior, os nomes dos personagens, Rama, Sita, Dasharata, Janaka, Vasishta e Vishwamitra são todos conhecidos na literatura védica tal como os brâmanes, que são mais antigos que o Ramayana de Valmiki. Contudo, em nenhum lugar da poesia védica conhecida está uma história similar ao Ramayana de Valmiki. Brama, um dos personagens principais do Ramayana, e Vixnu, que, de acordo com o Bala Kanda, foi encarnado como o Rama, não são deidades védicas, e entram primeiro em proeminência com os épicos e adiante durante o período 'Purânico' do posterior primeiro milênio d.C. Há também uma versão do Ramayana, conhecida como Ramopakhyana, encontrada no épico Maabárata. Essa versão, descrita como uma narração a Yudhishtra, é destituído de qualquer característica divina ao Rama.
Existe um consenso geral de que os livros dois a seis formam a porção mais antiga do épico, enquanto o primeiro livro, Bala Kanda, e o último, Uttara Kanda, são adições posteriores. O autor ou os autores do Bala Kanda e Aiódia Canda  parecem estar familiarizados com a região oriental da bacia gangética do norte da Índia e as regiões Côssala e Mágada durante o período dos dezesseis janapadas, já que dados geográficos e geopolíticos estão de acordo com o que é conhecido sobre a região. Contudo, quando a história passa para o Aranya Kanda e além, parece se transformar abruptamente em fantasia, com o seu herói matador de demônios e criaturas fantásticas. A geografia do centro e do sul da Índia é cada vez mais vagamente descrita. O conhecimento da localização da ilha de Seri Lanca também tem poucos detalhes.  Baseando a sua suposição nessas características, o historiador H.D. Sankalia propôs uma data do século IV a.C. para a composição do texto. A. L. Basham, contudo, sustenta a opinião de que Rama pode ter sido um chefe secundário que viveu no século VIII ou VII a.C.
Os eventos do épico também tem sido datados de 6 000 a.C. por aderentes da arqueoastronomia.

## Versões variantes

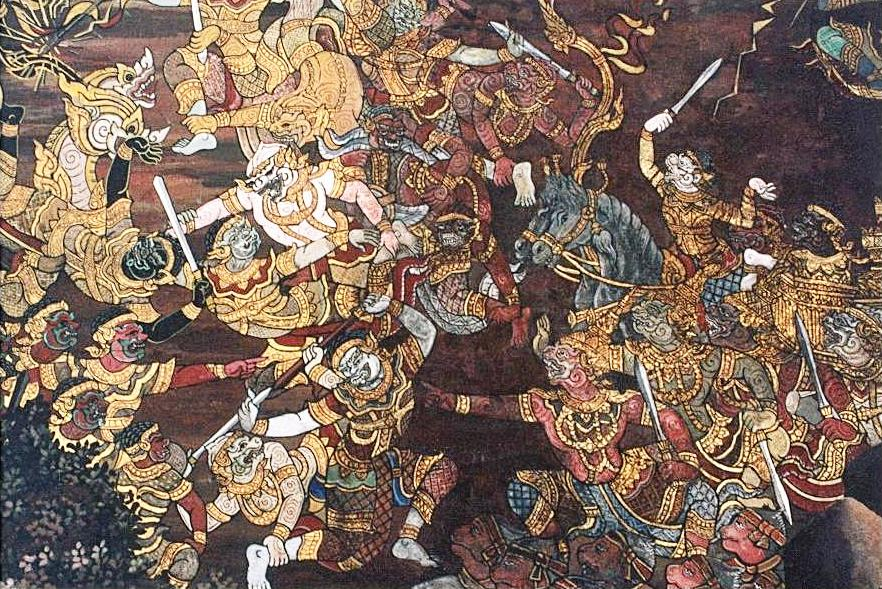
A história épica de Ramayana foi adotada por várias culturas através da Ásia. Mostrada aqui está uma obra de arte histórica tailandesa descrevendo a batalha que aconteceu entre Rama e Ravana

Como é o caso com muitos épicos orais, múltiplas versões do Ramayana sobrevivem. Em particular, o Ramayana relacionado no norte da Índia difere em aspectos importantes daquele preservado no sul da Índia e no resto do sudeste asiático. Há uma extensa tradição de narração oral baseada no Ramayana na Tailândia, Camboja, Malásia, Laos, Vietnã, e Indonésia.
Em muitas versões malaias, dá-se a Lakshmana mais importância que a Rama, cujo personagem é considerado, de certa forma, fraco.

### Dentro da Índia
Existem diversas versões regionais do Ramayana escritas por vários autores na Índia. Alguns deles diferem significantemente um do outro. Durante o décimo século II, Kamban escreveu o Ramavatharam, conhecido popularmente como Kambaramayanam em tâmil. Embora baseado no Ramayana de Valmiki, o Kambaramayanam é um verdadeiro clássico e é único no sentido de que Kamban modificou e reenterpretou muitas anedotas no Ramayana de Valmiki adaptar à cultura tâmil e suas próprias ideias.  O Ramayana de Valmiki inspirou o Sri Ramacharit Manas por Tulasidas em 1576, um épico Awadhi (um dialeto do hindi) com uma inclinação mais fundamentada em um reino diferente da literatura hindu, o do bhakti. É uma reconhecida obra-prima da Índia. É popularmente conhecido como Tulsi-krita Ramayana. O poeta gujarati Premanande escreveu uma versão do Ramayana no século XVII. Há também outras versões: uma versão bengali por Krittivas no século XIV,  o oriá de Balarama Das no século XVI, em marata por Seridara no século XVIII, uma versão telugo por Ranganata no século XV, um Ramayana Kannada pelo poeta Narahari do século XVI, Kotha Ramayana em assamês pelo poeta do {{séc|XIV}] Madhava Kandali e Adhyathma Ramayanam Kilippattu, uma versão malaiala por Thunchaththu Ezhuthachan no século XVI.
Existe um sub-enredo no Ramayana, prevalecente em algumas partes da Índia, que relata as aventuras de Ahi Ravana e Mahi Ravana, o irmão mau de Ravana, que aumenta o papel de Hanuman na história. Hanuman resgata Rama e Lakshmana depois que são seqüestrados pelo Ahi-mahi Ravana a pedido de Ravana e mantidos como prisioneiros numa caverna subterrânea, prontos para serem sacrificados à deusa Kali.
Houve relatos de uma versão da história do Ramayana prevalecente entre os mappilas de Kerala. Essa versão, conhecida como Mappila Ramayana, forma uma parte do Mappillapattu. Mappillapattu é um gênero de canto popular, popular entre os musims de Kerala e Lakshadweep. Sendo de origem muçulmana, o herói dessa história é um sultão. Não há grandes mudanças nos nomes dos personagens, exceto o nome de Rama, que é mudado para `Laman'. A linguagem e a imagem projetadas no Mappilapattu estão de acordo com o tecido social da antiga comunidade muçulmana.

### Versões do sudeste asiático
Muitas outras culturas asiáticas adaptaramm o Ramayana, resultando em outros épicos nacionais. Kakawin Rāmâyaṇa é uma antiga versão javanesa do Ramayana sânscrito do nono século, na Indonésia. É uma cópia fiel do épico hindu, com muito pouca variação. Phra Lak Phra Lam é uma versão em Lao, cujo título vem de Lakshmana e Rama. A história de Lakshmana e Rama é contada como a vida anterior de Buddha.  Em Hikayat Seri Rama da Malásia, Dasharatha é o bisneto do profeta Adão. Ravana recebe benefícios de Allah ao invés de Brama.
O épico nacional popular da Tailândia, Ramakien, é derivado do épico hindu. No Ramakien, Sita é a filha de Ravana e Mandodari (T'os'akanth (=Dasakand) e Mont'o). Vibhisana (P'ip'ek), o irmão astrólogo de Ravana, prevê calamidade no horóscopo de Sita. Então, Ravana a lança nas águas, que, mais tarde, é pega por Janaka (Janok). Enquanto a história principal é idêntica àquela do Ramayana, muitos outros aspectos foram transpostos em um contexto cultural tailandês, tal como as roupas, armas, topografia, e elementos da natureza, que são descritos como sendo tailandeses em estilo. Tem um papel estendido para Hanuman e é retratado como um personagem lascivo. Ramakien pode ser visto como uma ilustração elaborada no templo Wat Phra Kaew, em Bangcoque.
Outras adaptações do sudeste asiático incluem Ramakavaca de Bali, Maradia Lawana das Filipinas, o Reamker de Camboja e o Yama Zatdaw de Myanmar. Aspectos do épico chinês Jornada ao Oeste também foram inspirados pelo Ramayana, particularmente o personagem Sun Wukong, que se acredita ter sido baseado no Hanuman.

### Versões contemporâneas
Versões contemporâneas do Ramayana incluem Sri Ramayana Darshanam por Dr. K. V. Puttappa (Kuvempu) em canarês e Ramayana Kalpavrikshamu por Viswanatha Satyanarayana em telugo, ambos os quais ganharam o prêmio Jnanpith.  O autor indiano moderno Ashok Banker escreveu até agora uma série de seis novelas em inglês baseadas no Ramayana. Em setembro de 2006, a primeira edição de Ramayan 3392 A.D foi publicada por Virgin Comics, com o Ramayana como visto pelo autor Deepak Chopra e o diretor Shekhar Kapur. Em 2008, o longa de animação independente disponibilizado para free download Sita Sings The Blues  da artista americana Nina Paley retomou o épico indiano, mesclando a narrativa do livro com fragmentos autobiográficos e músicas de Annette Hanshaw uma da primeiras cantoras de jazz nos anos 20.

## Marcos do Ramayana
Entre as ruínas do império Vijayanagara próximo a Hampi, está uma caverna conhecida como Caverna de Sugriva. A caverna é marcada por desenhos coloridos. O lugar tem similaridade às descrições de 'kishkinda' no Sundarakanda. A lenda conta que Raia conheceu Hanuman lá. O lugar também é o lar do famoso templo Hazararama (Templo dos mil Ramas).
Rama Setu, uma ponte feita de baixios, que se acredita ter sido construída por Vanar Sena (exército de macacos) entre a Índia e o Seri Lanca pode ser vista na imagem da NASA à direita.

## Ramayana Centre
Em 2001, o parlamento de República de Maurício unanimemente elegeu o Ramayana Centre para disseminação dos valores perenes do Ramayana[carece de fontes?].